# John Carver

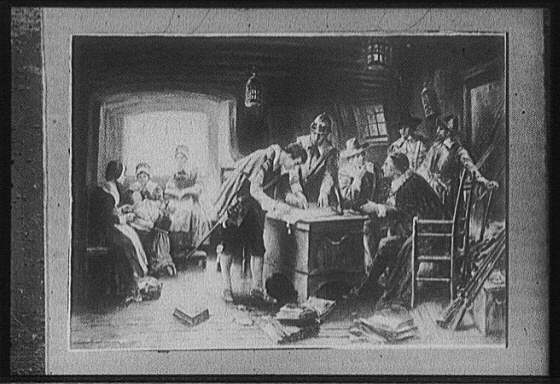
John Carver firma la Declaración de Mayflower.

John Carver (1576-1621) fue uno de los líderes de los "peregrinos" del Mayflower y el primer gobernador de la colonia de Plymouth. Nacido posiblemente en Nottinghamshire, Inglaterra, John Carver era un rico mercader de Londres, que abandonó Inglaterra y emigró a Leiden, en los Países Bajos en 1607 o 1608 debido a la persecución religiosa. En 1617 se convirtió en agente de los "peregrinos" para preparar el transporte y organizar el apoyo financiero para establecer una colonia en América. Gracias a sus esfuerzos Carver y otros 101 colonos embarcaron en Plymouth, Inglaterra en septiembre de 1620. Firmó la Declaración de Mayflower el 11 de noviembre de 1620 y ese mismo día fue elegido gobernador por el plazo de un año. Posiblemente influyó en la decisión de elegir el emplazamiento de la colonia de Plymouth y en el tratado de alianza con el jefe Massasoit de la tribu Wampanoag en 1621. Poco después de ser elegido gobernador en primavera murió, aparentemente de un infarto. William Bradford fue su sucesor.
Carver se convierte en el atuendo del protagonista principal de la película Thanksgiving, dirigida por Eli Roth.